# Прапор Дунаєвецького району
Прапор Дунаєвецького району — офіційний символ Дунаєвецького району Хмельницької області України, затверджений рішенням сесії Дунаєвецької районної ради 9 жовтня 2008 року.
Автор проекту — А. Гречило.

## Опис
Прапором Дунаєвецького району є прямокутне полотнище, зі співвідношенням ширини до довжини 2:3, яке складається з 3-х горизонтальних смуг — синьої та рівно широких жовтої і зеленої. На верхній синій смузі жовте усміхнене сонце.